# Nordwestchinesisches Forschungsinstitut für Kerntechnik
Das Nordwestchinesische Forschungsinstitut für Kerntechnik (chinesisch 西北核技術研究院 / 西北核技术研究院, Pinyin Xīběi Héjìshù Yánjiūyuàn), wegen der englischen Bezeichnung Northwest Institute of Nuclear Technology im Ausland meist unter dem Akronym „NINT“ bekannt, ist ein Forschungsinstitut der Volksbefreiungsarmee, das sich primär mit den Auswirkungen von Kernwaffenexplosionen befasst. Der Hauptsitz des Instituts befindet sich im östlichen Stadtbezirk Baqiao von Xi’an, Provinz Shaanxi. Institutsdirektor ist seit 2019 der Kernphysiker Hei Dongwei (黑东炜, * 1969).

## Geschichte
Im Herbst 1962 schlug der Kernphysiker Qian Sanqiang, damals Staatssekretär im für Kernwaffen zuständigen Zweiten Ministerium für Maschinenbauindustrie, der Kommission für Wehrtechnik der Volksbefreiungsarmee vor, ein Forschungsinstitut für Atomtests zu gründen. Auf einer Besprechung im November 1962 wurde festgelegt, dass das angedachte Institut innerhalb von anderthalb Jahren mit genügend Messgeräten und Personal ausgestattet werden sollte, um bei einem Kernwaffentest Strahlungsmessung und Neutronenaktivierungsanalyse von Proben durchführen zu können. Am 30. Dezember 1962 ordnete der Generalstab der Volksbefreiungsarmee an, dass das „Forschungsinstitut des chinesischen Kernwaffentestgeländes“ (中国核试验基地研究所) zu gründen sei. Nach außen hin sei die Bezeichnung „21. Forschungsinstitut der Kommission für Wehrtechnik der Volksbefreiungsarmee“ (国防科委第21研究所) zu verwenden. Das dort tätige Personal war nun die „Einheit 8334“ (8334 部队) der Volksbefreiungsarmee, die dem Kommandanten des Testgeländes im Norden des Autonomen Bezirks Bayanghool der Mongolen, Xinjiang, unterstand.
Die offizielle Gründungsfeier des Instituts fand am 12. Juli 1963 im Gebäude der Wehrtechnik-Kommission in Peking statt. Zum Leiter des Forschungsinstituts wurde Zhang Chao (张超, * 1930) ernannt, ein Offizier der Volksbefreiungsarmee, zu seinen Stellvertretern der Kernphysiker Cheng Kaijia von der Universität Nanjing und Dong Shouxin (董寿莘, 1917–2004), Dekan der Fakultät für Kernenergie der Luftfahrtakademie Peking (man arbeitete damals an Konzepten für kernenergiegetriebene Flugzeuge).
Im Laufe des folgenden Jahres war die Hauptaufgabe des 21. Forschungsinstituts die Ausbildung von Personal. Cheng Kaijia, Dong Shouxin und rund zehn weitere Professoren hielten für mehr als 300 Hochschulabsolventen, meistenteils von der Militärakademie der chinesischen Volksbefreiungsarmee für Ingenieurwissenschaften in Harbin, Postgraduiertenkurse in Kernwaffentechnik ab.
Am 16. Oktober 1964 fand der erste chinesische Kernwaffentest statt, wobei das 21. Forschungsinstitut für die Messung der Stärke der Druckwelle und der Strahlung sowie die Bestimmung der bei der Kernreaktion entstandenen Isotope zuständig war. Ursprünglich befand sich das Institut im „Dorf Malan“, einer Kaserne am westlichen Rand des Kernwaffentestgeländes. Am 16. Oktober 1980 fand dort der letzte oberirdische Test statt, und 1987 wurde das Institut nach Xi’an, verlegt, der Hauptstadt der Provinz Shaanxi. Auf dem „Kernwaffentestgelände Lop Nor“, wie es im Ausland genannt wird, fanden noch bis zum 29. Juli 1996 unterirdische Atomwaffentests statt. Das Institut war dabei weiterhin für die Messung der Effekte zuständig.
Im April 1998 wurde das Institut dem neugegründeten Hauptzeugamt der Volksbefreiungsarmee unterstellt und erhielt seinen heutigen Namen, damals in der Schreibweise 西北核技术研究所.
Als das Hauptzeugamt im November 2015 im Rahmen der Tiefgreifenden Reform der Landesverteidigung und des Militärs aufgelöst wurde, wurde das Nordwestchinesische Forschungsinstitut für Kerntechnik direkt der Volksbefreiungsarmee unterstellt. Seit 2019 wird die Schreibweise 西北核技术研究院 verwendet.

## Forschung
Das Institut besitzt folgende Einrichtungen:
- Nationales Schwerpunktlabor für die Wechselwirkung von Lasern und Materie (激光与物质相互作用国家级重点实验室)
- Nationales Schwerpunktlabor für die Simulation von starker gepulster Strahlung und ihren Auswirkungen (强脉冲辐射环境模拟与效应国家级重点实验室)
- Nationales Schwerpunktlabor für spezielle elektromagnetische Wellen (特种电磁波技术国家级重点实验室)
- Labor für Radiochemie (放射化学实验室)
- Labor für starke dynamische Last und ihre Auswirkungen (强动载与效应实验室)[2]

## Großgeräte
Ab 1972 entwickelte das Institut unter der Leitung der Hochspannungstechnik-Ingenieurin Qiu Aici (邱爱慈, * 1941) zusammen mit dem Institut für Atomenergie (ab 1. Februar 1973 Institut für Hochenergiephysik) der Chinesischen Akademie der Wissenschaften einen gepulsten Elektronenbeschleuniger mit hoher Shuntimpedanz, das sogenannte „Projekt 730“ (730工程). Hierbei handelte es sich um einen Prototyp mit einer Leistung von 1 MeV und 30 kA für einen im Auftrag der Kommission für Wehrtechnik der Volksbefreiungsarmee zu entwickelnden Elektronenbeschleuniger von 4 MeV, 100 kA und einer Pulsdauer von 50 ns, der zur Simulation der Auswirkungen von Kernwaffenexplosionen dienen sollte. Das 21. Forschungsinstitut befand sich zu diesem Zeitpunkt noch in Malan, der Elektronenbeschleuniger wurde jedoch im Straßenviertel Zhongguancun des Stadtbezirks Haidian von Peking gebaut. Nach einer Weile wurde das Personal des Instituts für Hochenergiephysik abgezogen, um sich auf den 4-MeV-Beschleuniger zu konzentrieren, und das 21. Forschungsinstitut führte die Entwicklung alleine zu Ende.
1975 arbeitete der Beschleuniger schließlich entsprechend den Anforderungen und wurde von da an vom Institut für Simulationen genutzt. Später erhielt das Gerät den Namen „Morgenröte“ (晨光号). Es wurde immer weiter verbessert und war 2023 noch in Betrieb.
Ab 1982 arbeiteten Qiu Aici und ihre Mitarbeiter an einem gepulsten relativistischen Elektronenbeschleuniger mit 0,9 MeV, 0,9 MA und einer niedrigen Shuntimpedanz, der 1990 in Betrieb genommen wurde. Dieses Gerät erhielt später den Namen „Blitzlicht 2“ (闪光二号). Zwischen 1993 und 1998 baute Qiu Aici in Xi’an die Mehrzweckstrahlenquelle „Starker Strahl 1“ (强光一号).
Beide sind bis heute in Betrieb. Außerdem besitzt das Institut ein Gerät zur Bestrahlung mit hochenergetischen Elektronen und einen Protonenbeschleuniger.
Am 18. November 1996 begann man mit dem Bau eines gepulsten Forschungsreaktors (西安脉冲反应堆), wegen der englischen Bezeichnung Xi’an Pulsed Reaktor im Ausland meist unter dem Akronym „XAPR“ bekannt. Im September 1999 war der Reaktor fertiggestellt, am 14. Oktober 1999 hatte man ihn mit Kernbrennstoff bestückt, und einen Tag später, am 15. Oktober 1999 erreichte der Reaktor die Kritikalität. Anschließend folgte eine längere Testphase, und im Januar 2001 wurde der reguläre Forschungsbetrieb aufgenommen.
Das Wasserbecken des Reaktors besitzt einen Durchmesser von 2,5 m und eine Tiefe von 8,5 m.
Wenn der Xi’an-Reaktor im Dauerbetrieb läuft, liefert er eine Leistung von 2 MW, im Pulsbetrieb beträgt seine Spitzenleistung 4,2 GW. Er wird für die Erzeugung von Radionukliden, Neutronenaktivierungsanalyse, Neutronenradiographie, zur Bestrahlung von monokristallinem Silicium, Werkstoffprüfung, für Experimente in Kernphysik, Neutronenphysik und Kernchemie sowie zur Ausbildung verwendet.
Aufgrund seiner Erfahrung ist das Nordwestchinesische Forschungsinstitut für Kerntechnik auch an der Entwicklung eines Subminiaturreaktors für Weltraumanwendungen im Megawatt-Bereich beteiligt, die seit 2019 unter der Leitung des Instituts für Sicherheit der Kernenergie der Akademie der Wissenschaften stattfindet.

## Lehre
Seit 1985 besitzt das Institut die Berechtigung zur Verleihung von Diplomingenieur- und Doktortiteln, im Herbst 2021 gab es dort auch eine Stelle für einen Postdoktoranden. Anders als zum Beispiel in den Instituten der Chinesische Akademie der Wissenschaften oder den Akademien der China Aerospace Science and Technology Corporation, wo die Studenten in laufende Projekte eingebunden sind, findet am Nordwestchinesischen Forschungsinstitut für Kerntechnik ein regulärer Ganztagsunterricht mit festen Lehrplänen statt. Die Zahl der Studenten ist begrenzt: von 1985 bis 2021 wurden dort knapp 700 Diplomingenieure (also etwa 20 pro Jahr) sowie etwa 150 Doktoren der Naturwissenschaft ausgebildet. Im Studienjahr 2022/2023 wurden nur 10 Studenten für Diplomstudiengänge aufgenommen.
Voraussetzung für eine Aufnahme am Nordwestchinesischen Forschungsinstitut für Kerntechnik ist ein abgeschlossenes, mindestens vierjähriges Diplomingenieurstudium (本科) an einer anderen Universität. Für ein zweieinhalbjähriges Aufbaustudium stehen am Institut folgende Studiengänge zur Auswahl:
Computerphysik
Analysis
Technische Mechanik
Kernphysik und Kerntechnik
Strahlungsmessung
Reaktorphysik
Plasmaphysik
Signal- und Datenverarbeitung
Ionisierende Strahlung und ihre Wirkung
Radiochemie
Massenspektrometrie
Lasertechnik
Elektronik und Elektrotechnik
Elektromagnetische Felder und Mikrowellentechnik
Den Studenten standen im Studienjahr 2021/2022 mit 39 Diplomanden- und 38 Doktorandenbetreuern eine relativ hohe Zahl von Betreuern zur Verfügung. 31 % der Institutsmitarbeiter waren Professoren, die zum Teil auch an der Jiaotong-Universität Xi’an unterrichteten.
Seit 2019 betreibt das Institut zusammen mit der Fakultät für Maschinenbau und Energietechnik (机械与动力工程学院) der Jiaotong-Universität Shanghai eine gemeinsame Ausbildungsbasis (上海交通大学-西北核技术研究院联合培养基地). Die Einrichtung befindet sich auf dem Institutsgelände in Xi’an, für das Studienjahr 2023/2024 wurden 10 Diplomanden aufgenommen. Das Aufbaustudium in den Fächern Maschinenbau, Energietechnik oder Kerntechnik ist kostenpflichtig, es findet ebenfalls ein regulärer, wenngleich praxisorientierter Ganztagsunterricht statt. Jeder Student hat zwei Diplomandenbetreuer, einen aus Xi’an und einen aus Shanghai.